# Gerardus van der Leeuw
Gerardus (Gerard) van der Leeuw (Den Haag, 18 maart 1890 – Utrecht, 18 november 1950) was een Nederlands theoloog, predikant, godsdiensthistoricus en minister. Hij was als hoogleraar godsdienstwetenschap verbonden aan de Rijksuniversiteit Groningen en gold internationaal als de bekendste Nederlandse beoefenaar van dit vakgebied.

## Levensloop
Van der Leeuw was de eerste naoorlogse minister van Onderwijs. Hij was in 's-Heerenberg hervormd predikant en werd in 1918 in Groningen hoogleraar geschiedenis van de godsdiensten. Hij publiceerde veel en was een vooraanstaand theoloog. Hij was een groot kenner van kerkmuziek.
Afkomstig uit een CHU-milieu, werd hij bij het begin van de oorlog in 1940 aanvankelijk een voorstander van de ideeën van de Nederlandse Unie. Later nam hij daar afstand van. Maar niet van de gedachte dat de "verstard" geachte partijpolitieke verhoudingen in Nederland moesten worden doorbroken. Samen met mensen als de eerste naoorlogse premier Wim Schermerhorn en Philip Abraham Kohnstamm raakte hij in 1945 eerst betrokken bij de Nederlandse Volksbeweging (NVB) en werd een aanhanger van de doorbraakgedachte en een voorstander van het personalistisch socialisme. In 1946 brak hij dan ook zelf daadwerkelijk door en werd lid van de PvdA.
Hij stelde als minister in het kabinet-Schermerhorn-Drees diverse partijgenoten aan in de top van zijn departement. Hij streefde een actieve cultuurpolitiek en vorming van een nationale omroep na, maar kon niet al zijn vernieuwingsideeën verwezenlijken.

## Wetenschappelijke carrière
Van der Leeuw studeerde theologie, godsdienstwetenschap en Egyptologie in Leiden (o.a. bij William Brede Kristensen), Göttingen en Berlijn. Hij promoveerde in 1916 op een studie naar oud-Egyptische piramideteksten. Hij formuleerde belangrijke principes in de godsdienstfenomenologie, neergelegd in zijn hoofdwerk "Phänomenologie der Religion" (1933). Daarbij ontwikkelde hij een geheel eigen methodiek, los van wijsgerig fenomenologische denkers als Edmund Husserl.
Bij Van der Leeuw gaat het primair om het zich inleven in de religieuze fenomenen om zo te komen tot de essentie ervan, tot de universele betekenis. Hij hanteert daarbij de 'verstehende' methode van de Duitse existentiefilosoof Karl Jaspers en baseert zich tevens op het gedachtegoed over de 'primitieve mentaliteit' van de Franse filosoof en socioloog Lucien Lévy-Bruhl. Dit leidt tot een structuur-psychologische fenomenologie, die Van der Leeuw er onder andere toe brengt religie ook te verbinden met kunst.
Van der Leeuw heeft als een van de eersten de godsdienstwetenschap een interdisciplinair karakter gegeven, maar slaagde er nog niet in het vakgebied los te maken van de theologie. Dat gebeurde wel door zijn opvolger in Groningen Theo van Baaren.
Van der Leeuw heeft zijn werk als wetenschapper slechts één jaar onderbroken om minister van Onderwijs, Kunsten en Wetenschappen te zijn in het eerste naoorlogse kabinet van Schermerhorn en Drees. In die periode heeft hij voor die tijd zeer vooruitstrevende plannen ontwikkeld op het gebied van onderwijshervorming, kunstpolitiek en omroepreorganisatie.

## Overzicht loopbaan
- predikant Nederlandse Hervormde Kerk te 's-Heerenberg (Gld.), van 1916 tot 1918
- hoogleraar geschiedenis der godsdiensten, phaenomenologie van de godsdienst, encyclopedie der godsgeleerdheid, Rijksuniversiteit Groningen, van 1 juni 1918 tot juni 1946
- minister van Onderwijs, Kunsten en Wetenschappen, van 24 juni 1945 tot 3 juli 1946
- lid Tweede Kamer der Staten-Generaal, van 4 juni 1946 tot 10 juli 1946
- hoogleraar geschiedenis der godsdiensten, phaenomenologie van de godsdienst, encyclopedie der godsgeleerdheid, Rijksuniversiteit Groningen, van 1948 tot 18 november 1950

### Activiteiten als minister
- Stelde PvdA'ers aan in de top van zijn ministerie (Hendrik Jan Reinink, Ph.J. Idenburg), maar trok ook mensen aan uit de kunstwereld, zoals de dichter Martinus Nijhoff.
- Bracht in oktober 1945 het Besluit Luisterbijdrage tot stand
- Oprichting van de Stichting voor Zuiver Wetenschappelijk Onderzoek, het huidige NWO.
- Oprichting van de Nederlandse Kunst Stichting en Raad voor de Kunst
- Oprichting van TNO Delft
- Mede-oprichter van UNESCO, Londen 1945.
- Tot stand komen van Nederlands-Belgisch Cultureel Akkoord
- Bracht in 1946 een wetje tot stand waardoor de regeling dat onderwijzers met 60 jaar gepensioneerd werden, verlengd werd
- Bracht Besluiten tot stand inzake de zuivering van het hoger onderwijs, het perswezen en de culturele sector
- Voorstander van een nationale omroep; stelde de Stichting Radio Nederland in den Overgangstijd in
- Wilde een actieve cultuurpolitiek voeren

## Nevenfuncties
- voorzitter Liturgische Kring, vanaf 1920 (oprichter)
- voorzitter commissies op kerkelijk gebied
- voorzitter en oprichter van het Nederlands Genootschap voor Godsdienstwetenschap (NGG)
- voorzitter en oprichter van de International Association for the History of Religion (IAHR)
- lid voorlopige Monumentenraad, vanaf 1946
- lid Staatscommissie reorganisatie van het hoger onderwijs (Staatscommissie-Reinink), van 1 mei 1946 tot mei 1949
- voorzitter Nederlandse Bachvereniging, tot december 1948

## Opleiding
- Gymnasium Haganum te Den Haag, tot 1908
- theologie en godsdienstgeschiedenis (gepromoveerd in 1916 op Egyptologische dissertatie) Rijksuniversiteit Leiden, van 2 oktober 1908 tot 15 maart 1916
- voortgezette studie Egyptologie, universiteiten te Berlijn en Göttingen, van 1913 tot 1914

## Wetenswaardigheden
- Van der Leeuw was de schoonzoon van het CHU-Tweede Kamerlid Reinhardt Snoeck Henkemans.
- Hij was actief in de Padvindersbeweging.
- Van der Leeuw verrichtte in 1943–1944 werkzaamheden voor het Departement van Onderwijs, Wetenschap en Kultuurbescherming.
- In 1953 stond het congres Wegen en grenzen, dat de kloof tussen het Nederlandse protestantisme en de kunsten beoogde te overbruggen, aan de wieg van de Van der Leeuwstichting die een jaar later, in 1954, werd opgericht. Deze organisatie is met diverse vernieuwende projecten nog steeds actief op kerkelijk, cultureel en maatschappelijk terrein en wil een ontmoeting tussen kunst en religie bevorderen.
- Te zijner gedachtenis is de Stichting Van der Leeuw-lezing in het leven geroepen.
- Van der Leeuws vader was boekhouder en adjunct-inspecteur bij het Staatstoezicht op de naleving van de Drankwet
- Zoon Hans van der Leeuw was in de jaren '70 medeverantwoordelijk voor het zogeheten Weinreb-rapport en werd adjunct-directeur van het NIOD. Zoon Rein van der Leeuw werd directeur van het IISG.
- De studievereniging van de Faculteit Religie, Cultuur en Maatschappij van de Rijksuniversiteit Groningen is naar hem vernoemd.[1]

### Matthäuspassion
Van der Leeuw publiceerde in 1937 een boekje over de Matthäuspassion van J.S. Bach, met een tekstverklaring. Tijdens zijn ministerschap gaf hij een vertaalopdracht aan de dichter Jan Engelman, omdat voor een oratorium in de Duitse taal zo kort na de bezetting de animo minder groot was. In 1948, Van der Leeuw was inmiddels voorzitter van de Nederlandse Bachvereniging, kwam er een heruitgave van zijn boekje met daarin de vertaalde tekst van Engelman. In 1949 werd de Nederlandstalige versie uitgevoerd in Haarlem.